# Pascal Deynat
Pascal Deynat est un naturaliste français, titulaire d'un doctorat de l'université Paris 7. Ichtyologiste de formation, il est spécialiste du revêtement cutané des poissons cartilagineux qu'il développe dans le cadre du projet Odontobase.

## Biographie
Né le 15 janvier 1965 à Amiens, Pascal Deynat s'est très tôt intéressé aux sciences naturelles grâce aux grands jardins familiaux dans lesquels il passait des heures à observer les insectes et la faune sauvage, mais également en étudiant le comportement des animaux domestiques. Très marqué par les dinosaures, il découvrit la paléontologie par l'émission « la tête et les jambes » dans laquelle apparaissait Philippe Taquet.

C'est durant la préparation de son mémoire de maîtrise qu'il abandonna le sujet trop épistémologique proposé par son professeur de paléontologie pour se diriger vers un autre sujet d'étude : les requins. Il présenta ainsi en 1988 à Amiens son mémoire axé sur les requins et l'homme, puis, après quelques mois de service national passé au 15e RA de Suippes, s'inscrivit à l'Université Paris 7 dans le DEA « structures et fonctions dans l'évolution des Vertébrés », codirigé par le professeur Armand de Ricqlès. Sous la direction du professeur François Meunier, il se spécialisa alors dans l'étude du revêtement cutané des requins, dans une optique systématique et taxonomique mais c'est avec le paléontologue brésilien Paulo Brito qu'il écrivit son premier article sur les boucles de potamotrygonidae fossiles. Son premier travail sur les relations entre les denticules cutanés des requins et leur écologie fut présenté au 7e congrès international d'Ichtyologie à La Hague.

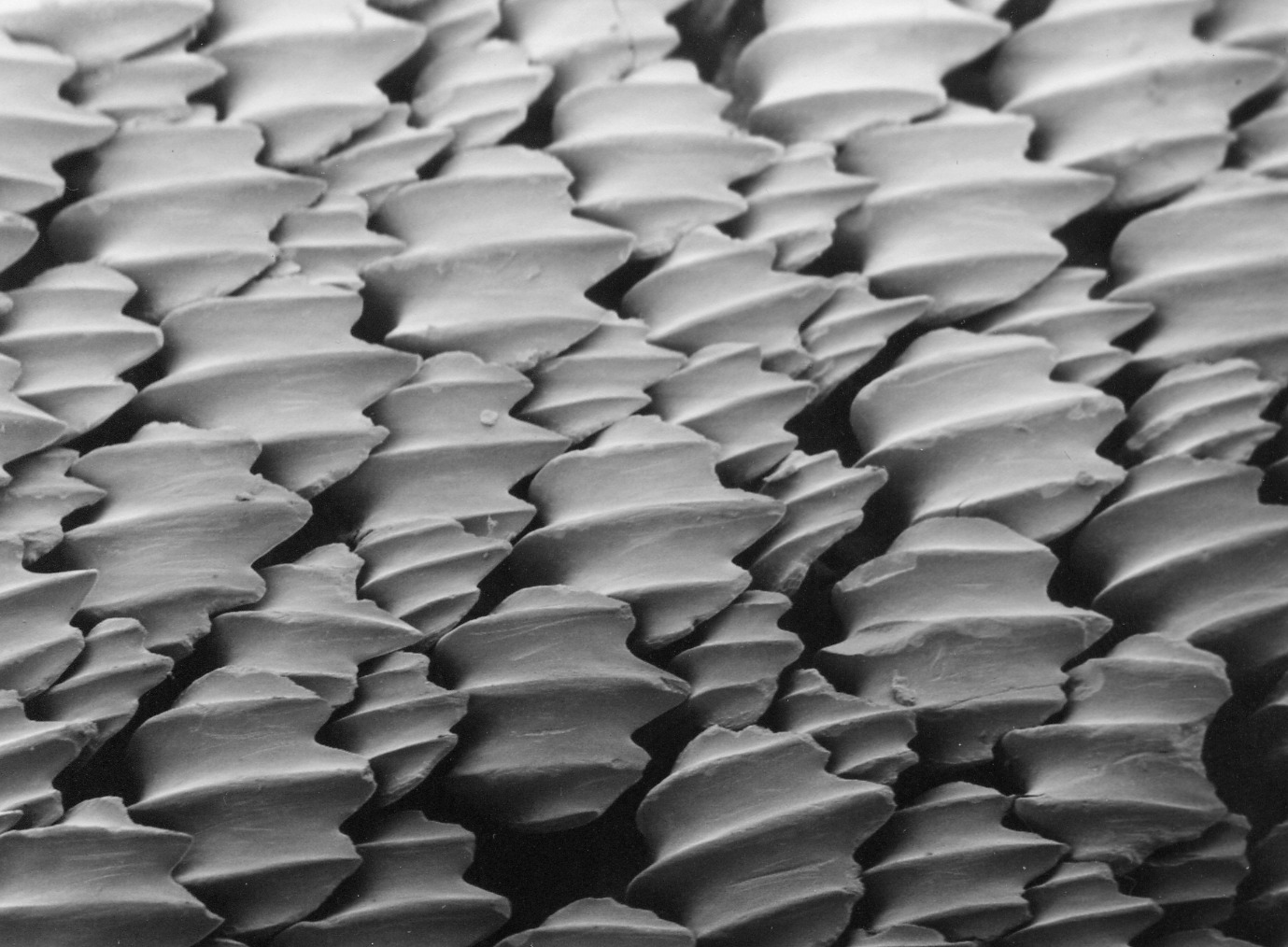
Denticules cutanés de requin-citron

Pascal Deynat poursuivit alors ses recherches doctorales sur les applications systématiques et taxonomiques du revêtement cutané des Pristiformes et Rajiformes qu'il compléta par un séjour de 15 jours à l'American Museum of Natural History de New-York et à la Smithsonian Institution de Washington (1994). Il soutint sa thèse en 1996 et présenta alors le résultat de ses recherches au 76e congrès de l'American Society of Ichthyologists and Herpetologists à la Nouvelle Orléans (1996). Par la suite, il publia un recueil de textes anthologiques sur les requins, en collaboration avec le Muséum National d'Histoire Naturelle et les éditions Favre.
En 1997, il réalisa un poster pour l'ORSTOM, mais cette bonne nouvelle vint en cacher une autre: le professeur Guy Duhamel lui proposa une mission de contrôleur des pêches aux Kerguelen sans y avoir été suffisamment préparé. Son aquaphobie fit échouer la mission et il fut alors contraint de quitter son laboratoire d'accueil pour trouver un travail de vendeur chez le libraire Gibert Joseph.
En 2000, alors qu'il manipule les CD-ROM d'une base de données de paléontologie, Paleobase, il a l'idée de créer Odontobase pour identifier et cataloguer les odontodes (denticules cutanés, épines et boucles) de toutes les espèces de chondrichtyens. Il s'attelle donc à ce travail tout en présentant aux médias le sujet de ses recherches originales. L'étude fine des variations du revêtement cutané lui permet de découvrir un nouveau type de denticules, typiques des Raja de l'Atlantique oriental, les denticules myrmécoïdes. En parallèle de ses activités, la librairie Gibert Joseph l'autorise à présenter une exposition photographique de microscopie électronique, réalisée conjointement avec le Museum National d'Histoire Naturelle "requins à fleur de peau".
En 2005, il met en évidence, en se basant uniquement sur les caractéristiques du revêtement cutané, que les poissons scies du genre Pristis peuvent être divisés en deux groupes en fonction des caractéristiques de leur denticules, ce résultat s'avérant identique à une étude génétique effectuée quelques mois plus tard. L'opportunité lui est enfin donnée fin 2006 d'utiliser les caractéristiques du revêtement cutané dans un but pratique, celui d'identifier les nageoires isolées de requins, en collaboration avec le WWF, Shark Alliance et les éditions QUAE pour lutter contre le shark finning. Son travail de révision sur le revêtement cutané des Potamotrygonidae lui permet de découvrir une nouvelle espèce de Guyane qu'il baptise du prénom de sa fille Marina, la Potamotrygon marinae. Cette découverte lui permettra de mettre à nouveau l'accent sur ses recherches auprès de la presse grand public et de sensibiliser le public au finning en participant à un débat organisé en 2007 dans le cadre du festival Jules Verne Aventures. Il continue son travail en solitaire et publie en 2009 un ouvrage grand public sur les poissons et mammifères marins. 

En 2010, son ouvrage d'identification des ailerons est enfin publié, sans pour autant agir de manière concrète sur le sort des requins. En poursuivant l'étude générale des poissons cartilagineux, il complète ses bases de données et permet également d'apporter des éclaircissements concernant les attaques de requins survenues à La Réunion en 2011 et 2012. En 2012, il remporte une victoire en justice contre l'Encyclopaedia Universalis mais ne peut faire de même contre les postes fléchés du Muséum National d'Histoire Naturelle de Paris. Il poursuit donc ses recherches sur les applications d'Odontobase dans l'identification des objets recouverts de galuchat, mais également dans l'identification des ailerons de requins pour les services douaniers. Sa spécialité lui permet également de contribuer à divers expositions dont celle du musée Océanographique de Monaco dont il devient expert référent concernant le revêtement cutané. En 2015, il participe aux courts-métrages de "la belle société production" pour une interview concernant les relations entre les denticules de requins et les revêtements biomimétiques luttant contre les maladies nosocomiales. 
Depuis 2016, il travaille à la rédaction d'articles qu'il avait laissé en suspens et poursuit sa collaboration avec les organismes scientifiques dans l'enrichissement d'Odontobase et l'identification des objets recouverts de peaux de requins et de raies. À compter de 2020, il met en place une nouvelle base de données sur les caractéristiques du revêtement cutané des poissons osseux pour permettre d'affiner l'identification des objets ethnologiques.

## Récompenses
Pascal Deynat obtint en 1991 l'une des bourses de la Fondation de la Vocation, dont le parrain n'était autre que le Prince Rainier III de Monaco. Il fut présenté au public par le paléoanthropologue Yves Coppens et sa récompense lui fut offerte des mains du PDG des laboratoires Fabre. En 1996, il obtint une bourse du student travel award comitee pour présenter les résultats de recherches lors du congrès de l'American Elasmobranch Society à la Nouvelle-Orléans. En 2008, il est le seul scientifique à bénéficier d'une bourse du Centre national du livre pour la réalisation de son ouvrage sur l'identification des ailerons de requins.
En 2016, il fut proposé pour rejoindre le jury du prix du "goût des sciences", organisé depuis 2009 par le Ministère de la Recherche et de l'enseignement supérieur, aux côtés notamment du biologiste Pierre-Henri Guyon et de la préhistorienne Marylène Pathou-Mathis. 
Depuis janvier 2017, il a rejoint l'association des Mensa regroupant les personnes à haut potentiel intellectuel.
En 2020, il fut membre du jury du Paris Shark Fest et y participe chaque année en tant qu'invité.

## Activités annexes
Pascal Deynat a toujours voulu s'investir dans la diffusion scientifique et la lutte contre le trafic des espèces menacées. Durant ses années amiénoises, il participa à l'association Culture et Sciences, hébergée dans l'ancienne maison de Jules Verne. Durant ces années, il codirigea un atelier de biologie-géologie, mettra au point une exposition sur les monstres marins et sera le rédacteur en chef de la revue de l'Association. À cet effet, il créera le personnage de Mammouth le chien-tifique qui viendra égayer ses articles.
Très impliqué dans la protection des espèces, il milite contre le finning ou Shark finning, pratique barbare consistant à ôter les ailerons des requins vivants pour en préparer un potage hors de prix..
Il participe ainsi à des émissions radiophoniques,,, rédige plusieurs articles dans la presse,,,,, et participe à des interviews écrites,. 
Il met au point, avec la collaboration du Ministère de l'écologie et du développement durable, le WWF, le photographe Jeff Rotman et grâce à la logistique de l'Institut océanographique de Paris, l'exposition photographique « requins : pour quelques nageoires de trop » (2010) puis participe à la 4e semaine internationale des requins organisée par Mme Nicole Aussedat et Shark Alliance en octobre 2010.
Dans le cadre de ses activités de vendeur-conseil chez Gibert Joseph, il eut également l'opportunité d'interviewer divers auteurs en dédicace tels le paléontologue Gilles Cuny, la climatologue Valérie Masson-Delmotte durant la Cop21 et le professeur Yves Coppens lors de la publication de ses mémoires. 
A la fin des années 2000, il se lance dans l'écriture d'une série de romans parodiques mettant en scène de jeunes biologistes surdoués venant en aide à la police dans le cadre d'affaires des plus étranges. Sous le nom des "experts muséum", ou des HPI's, le premier tome devrait être publié à la fin 2024.  

## Compléments
Pascal Deynat a découvert le Brésil en 1992 par l'intermédiaire de ses amis, connus au Museum. Il s'est ainsi rendu 11 fois sur place, de Rio de Janeiro à Salvador de Bahia, où il a pu collecter les échantillons de peaux nécessaires à la poursuite d'Odontobase. Grâce à l'aide de ses collègues il possède de très intéressants échantillons d'espèces diversifiées, dont certaines sont notamment totalement inconnues au Museum d'Histoire naturelle, comme le requin grande gueule Megachasma pelagios.
Son premier salaire lui fut offert par Alain Schlockoff, le directeur de la revue L'Écran fantastique pour un article qu'il écrivit en 1988. Il participa bénévolement au festival du film d'Amiens et au festival Cinémalia (fin 80, début 90) et c'est à cette occasion qu'il rencontra Joe Dante (qui lui dédicaça une couverture de l'écran fantastique), offrit un dessin original à Richard Fleischer et déjeuna avec Ray Harryhausen.
Son goût pour la nature et l'environnement lui permit de rencontrer un autre Fabre : Jean-Louis Fabre, vigneron-cétologue de Port-la-Nouvelle (Aude) dont la demeure est un véritable musée naturaliste renfermant notamment un squelette de baleine bleue de 23 mètres et un cachalot de 3 mètres
Il milite contre les tricheries dans la recherche scientifique et l'injustice globale ; il s'est manifesté à plusieurs reprises contre les plagiaires, la dégradation de la recherche française,, et l'embauche truquée de certains jeunes chercheurs. Il poursuit ses combats contre le finning, la destruction des espèces et des habitats et la lutte contre la fraude scientifique.